# Bahzinah
Bahzinah (tiếng Ả Rập: بحزينا, cũng đánh vần là Bahzina) là một ngôi làng ở phía bắc Syria nằm ở phía tây Homs thuộc tỉnh Homs. Theo Cục Thống kê Trung ương Syria, Bahzinah có dân số 586 người trong cuộc điều tra dân số năm 2004. Cư dân của nó chủ yếu là Kitô hữu.